# Казе Фрасинели (Тревизо)
Казе Фрасинели је насеље у Италији у округу Тревизо, региону Венето.
Према процени из 2011. у насељу је живело 35 становника. Насеље се налази на надморској висини од 156 м.